# Bályok község
Bályok község (románul: Comuna Balc) község Bihar megyében, Romániában. Központja Bályok, beosztott falvai Berettyódéda, Kozmaalmás, Szalárdalmás, Szoldobágy.

## Népessége
A 2011-es népszámlálás adatai alapján a község népessége 3281 fő volt.